# Élections législatives françaises de 1951
Les élections législatives françaises de 1951 ont lieu le 17 juin de cette année, au cours de la Quatrième République, fondée en 1946. Elles ont pour résultat la victoire de la coalition gouvernementale de la Troisième Force face aux deux partis d'opposition, le Parti communiste et le Rassemblement du peuple français.
La défaite du RPF entraîne le retrait du général de Gaulle de la vie politique, le début de sa « traversée du désert » (1951-1958).
L'assemblée élue en 1951 sera dissoute en novembre 1955 et renouvelée lors des élections du 2 janvier 1956.

## Contexte
Ces élections ont lieu dans un contexte de crise politique. La majorité en place est une coalition, la Troisième force, constituée à la suite de la rupture avec le Parti communiste en mai 1947, regroupant le MRP, la SFIO, les radicaux, l'UDSR et les modérés.
Très critiquée en raison des dissensions internes sur un certain nombre de sujets et de l'instabilité gouvernementale qui en résulte (les critiques pointent ce qu'ils appellent la « valse des ministères » que la Troisième force entretient selon eux depuis sa formation), la Troisième Force redoute de perdre les élections face à un Parti communiste français toujours aussi populaire et surtout face au RPF. Ce parti fondé en avril 1947 et dirigé par Charles de Gaulle, a remporté d'éclatants succès lors des élections municipales de 1947 (40 % des suffrages exprimés) et revendique un million d'adhérents en 1948.
Les élections ont lieu alors que la victoire se fait attendre dans la guerre d'Indochine (commencée en 1947), contestée par le PCF. Par ailleurs, les Français sont confrontés à une forte inflation et à des problèmes de pouvoir d'achat.

## Mode de scrutin: la loi des apparentements
La loi du 9 mai 1951, dite « loi des apparentements » instaure un nouveau mode de scrutin. Il y a 627 sièges à pourvoir, répartis entre 103 circonscriptions.
Le système électoral est un scrutin proportionnel plurinominal suivant la méthode de la plus forte moyenne, modifié par la loi des apparentements, votée en vue des élections de 1951 afin d'assurer la victoire de la Troisième Force malgré les nombreux problèmes auxquels elle est confrontée. Elle a été adoptée peu de temps avant les élections sans consensus car elle diminue la représentation des deux oppositions qui sont alors en mesure d'obtenir la moitié des voix.
Cette loi des apparentements permet aux listes qui passé des accords avant les élections de remporter l'intégralité des sièges à pourvoir dans un département donné si l'addition de leurs voix y dépasse 50 % des suffrages exprimés, quels que soient les scores des autres listes. Les listes qui ont reçu moins de 5 % des suffrages sont exclues de la répartition des sièges. 
Le mode de scrutin est différent en Algérie française : il est similaire à la France métropolitaine pour les personnes de statut civil français, mais pour les indigènes d'Algérie les femmes n'ont pas le droit de vote et les élections sont truquées. Les candidats musulmans ne peuvent pas pénétrer dans les bureaux de vote, ceux du MTLD sont arrêtés.
Le panachage et le vote préférentiel sont permis selon les modalités suivantes :
- L'électeur peut panacher la liste pour laquelle il vote en y rayant le nom d'un ou plusieurs candidats. Il peut soutenir par un vote préférentiel un ou plusieurs candidats de la liste en inscrivant une croix avant ou après le nom du candidat.
- Si moins de la moitié des électeurs d'une liste l'ont panachée ou ont inscrit un vote préférentiel, les sièges sont attribués selon l'ordre de présentation de la liste.
- Si plus de la moitié des électeurs d'une liste l'ont panachée ou ont inscrit un vote préférentiel, les sièges sont attribués selon l'ordre déterminé par les électeurs, en additionnant les votes préférentiels reçus par chaque candidat de la liste, auquel sont soustraits le nombre de fois où leur nom a été rayé[1].

## Forces en présence
Le paysage politique français est clivé entre une coalition gouvernementale regroupant plusieurs formations d'importance inégale et deux grands partis d'opposition, l'un d'extrême gauche, l'autre de droite, sous l'égide du général de Gaulle :
- La Troisième Force regroupe depuis mai 1947 (date de l'éviction des communistes du gouvernement) les partis au pouvoir, à savoir la SFIO, les Républicains modérés, le MRP, le Parti radical et l'UDSR. Cette coalition allant de la gauche à la droite en passant par le centre-gauche et le centre-droit a pour principal objectif de préserver le régime d'une crise qui pourrait se concrétiser si les communistes d'un côté, les gaullistes de l'autre, mettaient les partis de gouvernement en minorité. Grâce à la loi des apparentements, la Troisième Force espère limiter la montée en puissance de ses adversaires tout en restant au pouvoir[3].

- Le Parti communiste français est, pour la première fois depuis le début de la Quatrième République, sérieusement fragilisé, en raison de l'échec des grèves de 1947-1948 et de sa lourde défaite aux élections municipales de 1947, au cours desquelles la Troisième Force a réussi à marginaliser les élus communistes : le PCF a notamment perdu quarante villes sur soixante dans le département de la Seine.
Les gouvernements qui se sont succédé depuis mai 1947 se sont vigoureusement efforcés d'affaiblir le PCF, notamment en votant une nouvelle loi électorale pour le Conseil de la République, loi qui renforce le poids des communes rurales, hostiles aux communistes, et instaure le scrutin majoritaire dans les départements les moins importants, au nombre de 79. Cela a eu pour effet l'élimination de la plupart des candidats communistes, ne pouvant compter sur aucun allié avec lequel passer des accords[4]. La constitution de la Troisième force ne laissait pratiquement aucune chance de succès au Parti communiste, plus que jamais[réf. nécessaire] exclu du système partisan de la République.

- Le Rassemblement du peuple français est une formation politique nouvelle qui rejette explicitement le système institutionnel en place et avec laquelle la Troisième Force doit également compter. Sorti vainqueur des élections municipales de 1947, le RPF menaçait de concurrencer la Troisième Force sur sa droite, cette dernière courant le risque de se trouver prise en tenaille à l'assemblée entre une opposition communiste d'un côté et gaulliste de l'autre. Mais la campagne agressive[5] menée par les gaullistes en 1951, avec des discours constamment critiques, a cependant fini par effrayer une partie de l'opinion, de sorte qu'au moment d'aller aux urnes, il parait peu probable que le succès des gaullistes aux législatives de 1951 ait l'ampleur de celui des municipales de 1947.

## Résultats
|                          |                                                       |            |       |       |        |               |  |  |  |
| Parti                    | Parti                                                 | Voix       | %     | +/-   | Sièges | +/-           |  |  |  |
|                          | Parti communiste français (PCF)                       | 4 910 547  | 25,89 | 1,96  | 103    | 68            |  |  |  |
|                          | Rassemblement du peuple français (RPF)                | 4 125 492  | 21,75 | Nv    | 121    | 121           |  |  |  |
|                          | Section française de l'Internationale ouvrière (SFIO) | 2 744 842  | 14,47 | 3,40  | 107    | 5             |  |  |  |
|                          | Centre national des indépendants et paysans (CNIP)    | 2 656 995  | 12,83 | 9,29  | 96     | 67            |  |  |  |
|                          | Mouvement républicain populaire (MRP)                 | 2 369 778  | 12,49 | 13,47 | 94     | 68            |  |  |  |
|                          | Rassemblement des gauches républicaines (RGR)         | 1 887 583  | 11,13 | 0,01  | 90     | 48            |  |  |  |
|                          | Extrême gauche (EXG)                                  | 146 058    | 0,77  | 0,46  | 0      | en stagnation |  |  |  |
|                          | Divers                                                | 87 346     | 0,46  | 0,03  | 14     | 14            |  |  |  |
|                          | Divers gauche (DVG)                                   | 33 393     | 0,20  | Nv    | 0      | en stagnation |  |  |  |
|                          |                                                       |            |       |       |        |               |  |  |  |
| Suffrages exprimés       | Suffrages exprimés                                    | 19 216 035 | 98,30 |       |        |               |  |  |  |
| Votes blancs et nuls     | Votes blancs et nuls                                  | 332 181    | 1,70  |       |        |               |  |  |  |
| Total                    | Total                                                 | 19 548 216 | 100   | –     | 626    | en stagnation |  |  |  |
| Abstentions              | Abstentions                                           | 5 002 307  | 20,38 |       |        |               |  |  |  |
| Inscrits / participation | Inscrits / participation                              | 24 550 523 | 79,62 |       |        |               |  |  |  |

| Parti                                                 | voix      | %      |
| ----------------------------------------------------- | --------- | ------ |
| Troisième Force                                       | 9 659 198 | 50,9 % |
| Section française de l'Internationale ouvrière (SFIO) | 2 744 842 | 14,5 % |
| Rassemblement des gauches républicaines (RGR)         | 1 887 583 | 10,0 % |
| Mouvement républicain populaire (MRP)                 | 2 369 778 | 12,5 % |
| Modérés                                               | 2 656 995 | 14,0 % |
| Autres :                                              |           |        |
| Parti communiste français (PCF)                       | 4 910 547 | 25,9 % |
| Rassemblement du peuple français (RPF)                | 4 125 492 | 21,7 % |
| Extrême gauche (EXG)                                  | 146 058   | 0,8 %  |
| Divers gauche (DVG)                                   | 33 393    | 0,2 %  |
| Non classés                                           | 87 346    | 0,4 %  |

## Composition de l'Assemblée nationale de 1951
| Groupe parlementaire                      | Groupe parlementaire                      | Groupe parlementaire                                                                                | Députés                                   | Députés                                   | Députés |  |
| Groupe parlementaire                      | Groupe parlementaire                      | Groupe parlementaire                                                                                | Membres                                   | Apparentés                                | Total   |  |
| ----------------------------------------- | ----------------------------------------- | --------------------------------------------------------------------------------------------------- | ----------------------------------------- | ----------------------------------------- | ------- |  |
|                                           | RPF                                       | Rassemblement du peuple français                                                                    | 118                                       | 3                                         | 121     |  |
|                                           | SOC                                       | Socialiste                                                                                          | 105                                       | 2                                         | 107     |  |
|                                           | COM & RP                                  | Communistes et Républicains progressistes                                                           | 103                                       | 0                                         | 103     |  |
|                                           | MRP & IOM                                 | Mouvement républicain populaire et Indépendants d'outre-mer                                         | 91                                        | 3                                         | 94      |  |
|                                           | RRRS                                      | Républicain radical et radical-socialiste                                                           | 67                                        | 7                                         | 74      |  |
|                                           | RI                                        | Républicains indépendants                                                                           | 45                                        | 8                                         | 53      |  |
|                                           | CRAPS-DI & FI                             | Centre républicain d'action paysanne et sociale et Démocrates indépendants et Français indépendants | 38                                        | 5                                         | 43      |  |
|                                           | UDSR                                      | Union démocratique et socialiste de la Résistance                                                   | 14                                        | 2                                         | 16      |  |
|                                           | RDA                                       | Rassemblement démocratique africain                                                                 | 3                                         | 0                                         | 3       |  |
|                                           |                                           | |                                           |                                           |         |  |
| Total de députés membre de groupes        | Total de députés membre de groupes        | Total de députés membre de groupes                                                                  | Total de députés membre de groupes        | Total de députés membre de groupes        | 614     |  |
|                                           | Députés non-inscrits                      | Députés non-inscrits                                                                                | Députés non-inscrits                      | Députés non-inscrits                      | 12      |  |
|                                           |                                           | |                                           |                                           |         |  |
| Total des sièges pourvus                  | Total des sièges pourvus                  | Total des sièges pourvus                                                                            | Total des sièges pourvus                  | Total des sièges pourvus                  | 626     |  |
| Total des sièges vacants et non attribués | Total des sièges vacants et non attribués | Total des sièges vacants et non attribués                                                           | Total des sièges vacants et non attribués | Total des sièges vacants et non attribués | 1       |  |

## Analyse des résultats
La loi des apparentements, adoptée le mois précédent, a quasiment mis fin à la proportionnelle départementale : plusieurs listes qui « s'apparentent » raflent désormais tous les sièges d'une « circonscription » si elles ont 50 % des voix. En 1951, les circonscriptions sont beaucoup moins nombreuses que sous la Ve République ultérieure, seuls quelques départements très peuplés en ayant plusieurs.
Ainsi, les deux partis arrivés en tête, le PCF et le RPF, n'obtiennent qu'un tiers des députés alors qu'ils ont presque la moitié des voix. Le RPF devient cependant le premier parti de l'Assemblée, avec 121 députés, et 21,7 % des voix alors qu'il était absent du scrutin précédent, en novembre 1946. Le PCF arrive en tête, avec 26 % des suffrages (soit deux points de moins qu’aux législatives de novembre 1946) et 103 sièges (soit une baisse de 79 sièges).
La Troisième force ne remporte les élections que d'extrême justesse, subissant le double effondrement du MRP, qui perd plus de la moitié de son électorat, et 78 sièges, un déclin qui se poursuit par la suite.
L'autre pilier de la majorité, la SFIO, perd 3,5 points par rapport au précédent scrutin législative et tombe à 14 %, à peine plus que la moitié du score de l'autre principale formation de gauche, le PCF. La SFIO obtient cependant plus de sièges que le PCF grâce à la nouvelle loi des apparentements.
La majorité s'affiche ainsi en très net recul face à l’opposition de gauche et de droite, et n'a pu se maintenir, malgré ses divisions, que grâce à sa nouvelle loi électorale, le PCF et le RPF n'ayant pas d'alliés avec qui ils pouvaient s'apparenter.
En Algérie, dans des circonscriptions où les Français musulmans d'Algérie ne parviennent pas à voter, les candidats présentés par l'administration française obtiennent plus de 90% voire plus de 100% des suffrages. Aucun nationaliste, ni membre du MTLD ou de l'UDMA n'est élu.